# Anastasia Pivovarova
Pour les articles homonymes, voir Pivovarov.
Anastasia Olegovna Pivovarova (en russe : Анастасия Олеговна Пивоварова, Anastassia Olegovna Pivovarova), née le 16 juin 1990 à Tchita, est une joueuse de tennis russe, professionnelle de 2007 à 2018.

## Carrière tennistique

### 2007
Grâce à une wild card, elle joue pour la première fois le tableau principal de grands tournois sur le circuit WTA à Indian Wells et Miami où elle perd respectivement face Evgeniya Rodina (6-3, 6-4) et Ai Sugiyama (6-3, 7-62). Elle jouera aussi les qualifications du tournoi de Moscou mais ne réussira pas à accéder au tableau principal. Elle gagne trois titres :
- ITF/Bournemouth, Royaume-Uni (10 000 $) ;
- ITF/Moscou 2, Russie (25 000 $) ;
- ITF/Moscou 4, Russie (25 000 $).

### 2008
Comme fait majeur, elle participe pour la première fois aux qualifications d'un Grand Chelem à l'US Open 2008, elle se qualifie mais perd face à la Suissesse Patty Schnyder. Elle participe aussi au tableau principal du tournoi de Séoul mais perd très sèchement face à Kaia Kanepi (6-1, 6-1). Son unique titre :
- ITF/Saint Leo, États-Unis (25 000 $)

### 2009 - 2010
Elle participe au tableau principal de plusieurs tournois WTA dont celui de Miami en 2009 où elle perd face à Elena Dementieva et face à Carla Suárez Navarro en 2010. Son fait d'armes majeur reste sa qualification et son parcours à Roland-Garros où elle atteint le troisième tour perdant face à la future finaliste Samantha Stosur. À Wimbledon, Anastasia se qualifie pour le tableau principal mais elle est sèchement battue au premier tour par Maria Sharapova. Elle réalise une bonne performance en atteignant les quarts de finale de Bastad, éliminée par la future vainqueur du tournoi, Julia Görges.

## Palmarès

### Titre en simple dames
Aucun

### Finale en simple dames
Aucune

### Titre en double dames
Aucun

### Finale en double dames
Aucune

## Parcours en Grand Chelem

### En simple dames
| Année | Open d'Australie | Open d'Australie | Internationaux de France | Internationaux de France | Wimbledon       | Wimbledon       | US Open         | US Open        |
| ----- | ---------------- | ---------------- | ------------------------ | ------------------------ | --------------- | --------------- | --------------- | -------------- |
| 2008  | -                | -                | -                        | -                        | -               | -               | 1er tour (1/64) | Patty Schnyder |
| 2010  | -                | -                | 3e tour (1/16)           | Samantha Stosur          | 1er tour (1/64) | Maria Sharapova | -               | -              |
| 2011  | -                | -                | 1er tour (1/64)          | Nuria Llagostera         | 1er tour (1/64) | Anna Tatishvili | -               | -              |

à droite du résultat, l’ultime adversaire.

### En double dames
N'a jamais participé à un tableau final.

### En double mixte
N'a jamais participé à un tableau final.

## Parcours en «Premier Mandatory» et «Premier 5»
Découlant d'une réforme du circuit WTA inaugurée en 2009, les tournois WTA « Premier Mandatory » et « Premier 5 » constituent les catégories d'épreuves les plus prestigieuses, après les quatre levées du Grand Chelem.

### En simple dames
| Année |              | Premier Mandatory | Premier Mandatory            | Premier Mandatory | Premier Mandatory |       | Premier 5 | Premier 5 | Premier 5  | Premier 5 | Premier 5 | Premier 5 | Premier 5 |
| Année | Indian Wells | Miami             | Madrid                       | Pékin             | Dubaï             | Dubaï | Rome      | Canada    | Cincinnati | Tokyo     | Tokyo     |           |           |
| Année | Indian Wells | Miami             | Madrid                       | Pékin             | Dubaï             | Dubaï | Rome      | Canada    | Cincinnati | Tokyo     | Tokyo     |           |           |
| Année | Indian Wells | Miami             | Madrid                       | Pékin             | Dubaï             | Dubaï | Rome      | Canada    | Cincinnati | Tokyo     | Tokyo     |           |           |
| 2009  |              |                   | 2e tour (1/32) Dementieva    |                   |                   |       |           |           |            |           |           |           |           |
| 2010  |              |                   | 1er tour (1/64) Carla Suárez |                   |                   |       |           |           |            |           |           |           |           |

Sous le résultat, l’ultime adversaire.

## Classements WTA en fin de saison
| Année          | 2005 | 2006 | 2007 | 2008 | 2009 | 2010 | 2011 | 2012 | 2014 | 2015 | 2016 | 2017 | 2018 |
| Rang en simple | 728  | -    | 236  | 153  | 216  | 125  | 123  | 435  | 417  | 303  | 161  | 531  | 773  |
| Rang en double | -    | 877  | 409  | 200  | 378  | 204  | 259  | 430  | 526  | 439  | 612  | 540  | 431  |

source : (en) « Classements de Anastasia Pivovarova », sur le site officiel du WTA Tour